# Reiner (cratère)
Reiner est un cratère lunaire situé sur la face visible de la Lune à l'ouest de l'Oceanus Procellarum. Il se trouve au sud-ouest du cratère Marius, au sud-est du cratère Galilaei dont on distingue la faille Rima Galilaei et près du cratère Cavalerius. On aperçoit distinctement à l'ouest-nord-ouest l'insolite formation lunaire Reiner Gamma, une structure rayonnée à l'albédo lumineux. Son contours est bien défini et n'a pas été touché par des impacts ultérieurs. 
Le cratère Reiner est peu éloigné du site d'atterrissage de la sonde spatiale robotisée Luna 9, le premier véhicule ayant réalisé un atterrissage contrôlé sur la surface lunaire. 
En 1935, l'Union astronomique internationale lui a attribué le nom de Reiner en l'honneur du mathématicien et astronome italien Vincenzo Reinieri.

## Cratères satellites

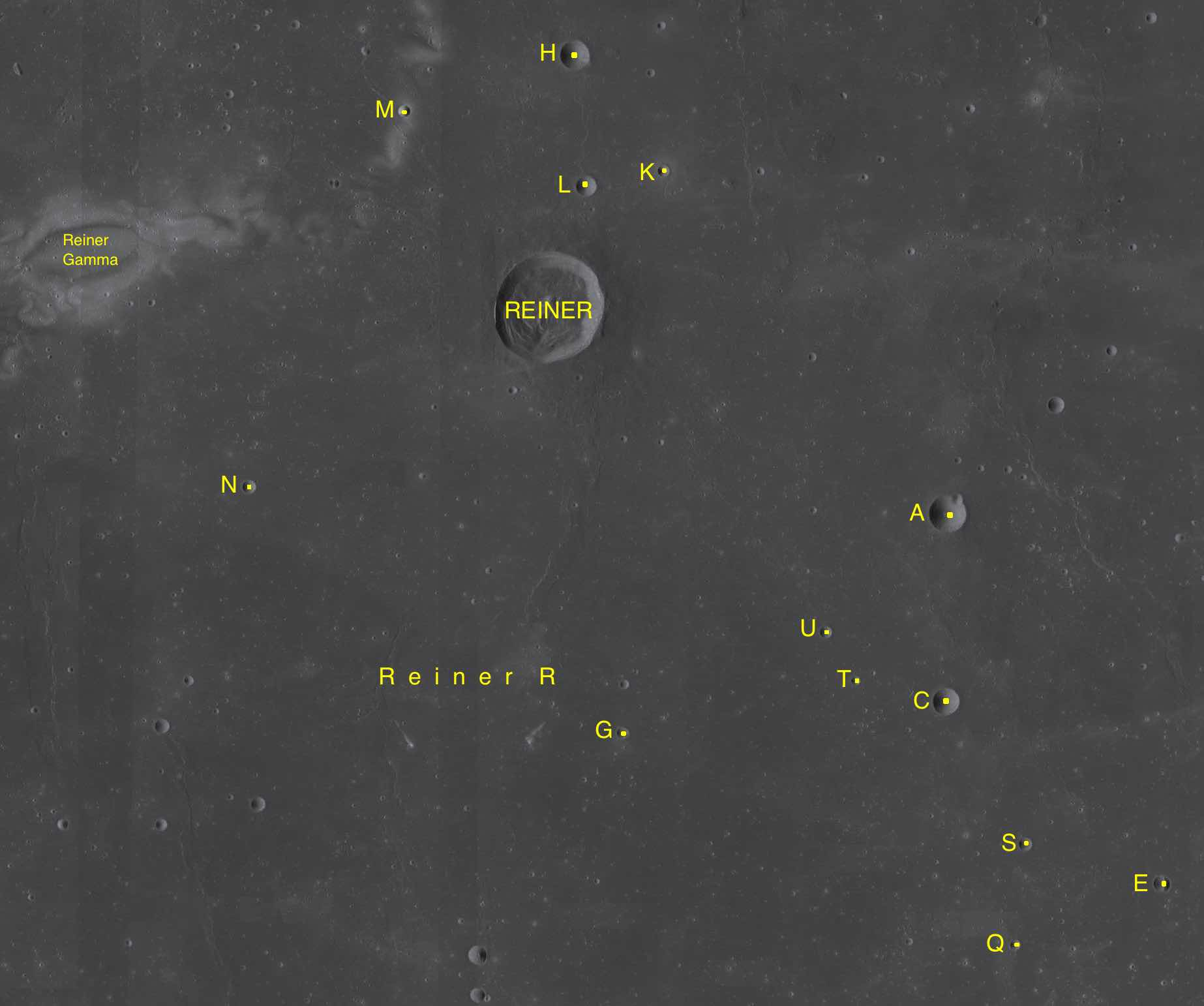
Carte des cratères satellites de Reiner.

Par convention, les cratères satellites sont identifiés sur les cartes lunaires en plaçant la lettre sur le côté du point central du cratère qui est le plus proche de Reiner.
| Reiner | Latitude | Longitude | Diamètre |
| ------ | -------- | --------- | -------- |
| A      | 5.2° N   | 51.4° W   | 10 km    |
| C      | 3.5° N   | 51.5° W   | 7 km     |
| E      | 1.9° N   | 49.6° W   | 4 km     |
| G      | 3.3° N   | 54.3° W   | 3 km     |
| H      | 9.1° N   | 54.7° W   | 8 km     |
| K      | 8.1° N   | 53.9° W   | 3 km     |
| L      | 8.0° N   | 54.6° W   | 6 km     |
| M      | 8.6° N   | 56.1° W   | 3 km     |
| N      | 5.4° N   | 57.5° W   | 4 km     |
| Q      | 1.4° N   | 50.9° W   | 3 km     |
| R      | 3.7° N   | 55.5° W   | 45 km    |
| S      | 2.2° N   | 50.7° W   | 4 km     |
| T      | 3.7° N   | 52.2° W   | 2 km     |
| U      | 4.1° N   | 52.5° W   | 3 km     |